# Construcció dels nombres reals
Intuïtivament, la construcció dels nombres reals es pot entendre com la definició d'un conjunt tal que els seus elements tinguin les propietats que es desitja per als nombres reals. Existeixen diferents construccions dels nombres reals, per exemple:
- Fent servir els talls de Dedekind. S'identifica cada tall de Dedekind en el conjunt dels nombres racionals amb un nombre real. El conjunt de tots els talls possibles, és, per definició, el conjunt dels nombres reals.
- Fent servir les successions de Cauchy. S'identifica la família de totes les successions de Cauchy que tenendeixen al mateix límit (tals que la successió diferència tendeix a zero) amb un nombre real. El conjunt dels nombres reals és el conjunt d'aquestes famílies de successions de Cauhy.

A primer cop d'ull pot semblar que el concepte de nombre real depèn molt de la forma de construir-lo. En el primer cas sembla que sigui una partició en el conjunt dels racionals, en el segon cas sembla que sigui una família de successions. Aquesta distinció és com pretendre que el conjunt dels nombres naturals sigui diferent si s'explica a partir de conjunts de peres o de taronges, el concepte de nombre no és ni les peres, ni la quantitat de peres, ni els talls, ni les successions, sinó el concepte abstracte que tenen en comú tots els casos que ofereixen les mateixes propietats que aquests conjunts.
Una altra forma de construir els nombres reals és a partir dels nombres decimals. Aquest enfocament fa més intuïtiva la identificació dels nombres reals amb les magnituds contínues de la física però presenta moltes més dificultats que els anteriors per a la construcció rigorosa dels nombres.

## Construcció intuïtiva a partir dels nombres decimals
Un nombre real és una quantitat que té per representació decimal {\displaystyle x=n+0,d_{1}d_{2}d_{3}...}, on {\displaystyle n} és un enter, cada {\displaystyle d_{i}} és una xifra entre 0 i 9, i la successió no s'acaba mai. La definició de {\displaystyle x} és llavors el nombre que satisfà aquesta doble inequació per a tot k:
{\displaystyle n+{\frac {d_{1}}{10}}+{\frac {d_{2}}{100}}+...+{\frac {d_{k}}{10^{k}}}\leq x<n+{\frac {d_{1}}{10}}+{\frac {d_{2}}{100}}+...+{\frac {d_{k}}{10^{k}}}+{\frac {1}{10^{k}}}}

## Construcció pels talls de Dedekind

### Definició
És la construcció imaginada per Richard Dedekind que es basa en el fet que tot racional r talla {\displaystyle \mathbb {Q} } en dos conjunts: el conjunt {\displaystyle A_{r}} dels racionals {\displaystyle a} tals que {\displaystyle a<r} i el conjunt {\displaystyle B_{r}} dels racionals {\displaystyle b} tals que {\displaystyle b\geq r}. Llavors de la parella {\displaystyle (A_{r};B_{r})} en diu un tall de {\displaystyle \mathbb {Q} }. Es fixa llavors en què {\displaystyle {\sqrt {2}}} també pot partir {\displaystyle \mathbb {Q} } en dos conjunts: el conjunt {\displaystyle A} dels racionals {\displaystyle a} tals que {\displaystyle a<{\sqrt {2}}} i el conjunt {\displaystyle B} dels racionals {\displaystyle b} tals que {\displaystyle b>{\sqrt {2}}}. La idea és, doncs, definir el conjunt dels reals com el conjunt dels talls de {\displaystyle \mathbb {Q} }. Manca definir un tall sense fer servir la noció intuïtiva de nombre real. Dedekind proposa la definició següent:
Un tall de Dedekind al cos {\displaystyle \mathbb {Q} } dels racionals és una parella de dues subclasses no buides A i B tals que
- {\displaystyle A\cap B=\emptyset }
- {\displaystyle A\cup B=\mathbb {Q} }
- {\displaystyle \forall a\in A,\forall b\in B,a<b}

Amb aquesta definició resulta que tot nombre racional r defineix dos talls:
- (A,B) tal que A és el conjunt dels racionals estrictament més petits que r i B el conjunt dels racionals és grans o iguals a r
- (A',B') tal que A és el conjunt dels racionals més petits o iguals a r i B el conjunt dels racionals estrictament més grans que r.

Per llevar aquesta ambigüitat, es fa servir la següent definició d'un tall: 
Un tall de {\displaystyle \mathbb {Q} } és una partició A de {\displaystyle \mathbb {Q} } tal que
- A és no buida i diferent de {\displaystyle \mathbb {Q} }
- per a tot {\displaystyle a} de A, si {\displaystyle a'<a} llavors {\displaystyle a'} pertany a A
- A no té pas màxim.

Es pot veure que aquesta segona definició permet assegurar una correspondència biunívoca entre cada racional r i el tall {\displaystyle A_{r}} definit com el conjunt de tots els racionals a  tals que {\displaystyle a<r}. Es defineix llavors {\displaystyle \mathbb {R} } com el conjunt d'aquests talls. Es pot veure llavors que {\displaystyle \mathbb {R} } es divideix en dos conjunts, un que compren els talls, el complementari dels quals admet element mínim, tall de la forma {\displaystyle A_{r}}, i l'altre que comprèn els talls, el complementari dels quals no posseeix element mínim.
Per exemple l'irracional {\displaystyle {\sqrt {2}}} es representa pel tall {\displaystyle \{a\in \mathbb {Q} {\mbox{ t.q. }}a<0{\mbox{ o }}a^{2}<2\}}.
Es submergeix de manera natural {\displaystyle \mathbb {Q} } en {\displaystyle \mathbb {R} } per l'aplicació injectiva que, a tot racional r li associa el tall {\displaystyle A_{r}}

### Propietats
Relació d'ordre : 
El conjunt dels talls, proveït de la relació d'inclusió, és llavors un conjunt totalment ordenat que verifica a més la propietat de la fita superior (tot conjunt no buit fitat superiorment té un suprem).
Addició: Llavors es pot construir una operació d'addició sobre {\displaystyle \mathbb {R} } de la manera següent:
{\displaystyle c\in A+B\Leftrightarrow } existeix a en A i b en B tals que c = a + b.
Aquesta addició confereix a {\displaystyle \mathbb {R} } una estructura de grup commutatiu. L'única dificultat consisteix en la definició de l'opsat de A : {\displaystyle A_{-r}} (si {\displaystyle A=A_{r}}) o {\displaystyle -{\overline {A}}} (si {\displaystyle A\neq A_{r}})
Multiplicació : La construcció de la multiplicació és més subtil. Es defineix sobre tots els reals positius de la següent manera: 
{\displaystyle c\in A\times B\Leftrightarrow } existeix a en {\displaystyle A\cap \mathbb {Q} ^{+}} i b en {\displaystyle B\cap \mathbb {Q} ^{+}} tals que {\displaystyle c\leq ab}.
La regla de signes permet llavors construir la multiplicació sobre tot {\displaystyle \mathbb {R} }
El conjunt {\displaystyle \mathbb {R} } proveït d'aquestes dues operacions és llavors un cos commutatiu arquimedià complet.

## Construcció per lessuccessions de Cauchy
Aquesta construcció és més difícil d'abordar però ofereix dos avantatges: la construcció de les operacions és més natural i té el mèrit de generalitzar-se a tot espai mètric.

### Definició en tant que conjunt
La idea de Cantor (i alguns anys abans d'ell de Méray) resideix en el fet que es pot tendir cap a tot nombre real per una successió de Cauchy. És a dir una successió {\displaystyle (u_{n})} que verifiqui el criteri de convergència següent: 
L'element límit al qual caldrà donar un sentit serà el que es definirà com a nombre real. El conjunt de les successions de Cauchy, que s'escriu {\displaystyle {\mathcal {C}}} sembla tanmateix massa vast. En efecte, per exemple per a un de racional donat, existeix una infinitat de successions de Cauchy que convergeixen cap a aquest límit. Cal agrupar aquest espai amb una relació d'equivalència entre les successions. Aquesta relació d'equivalència entre dues successions s'escriu {\displaystyle {\mathcal {R}}} i es defineix de la manera següent:
Es pot observar que la relació relation {\displaystyle {\mathcal {R}}} és reflexiva, ja que la successió nul·la convergeix cap a 0, simètrica ja que si una successió convergeix cap a 0, llavors la successió oposada convergeix també cap a 0, i la propietat transitiva és una conseqüència de la desigualtat triangular sobre el valor absolut en {\displaystyle \mathbb {Q} }. Si {\displaystyle (u_{n})}, {\displaystyle (v_{n})} i {\displaystyle (w_{n})} són tres successions racionals, es té en efecte: 
Tota relació d'equivalència sobre un conjunt defineix una partició d'aquest conjunt. Un element d'aquesta partició es diu nombre real, i el conjunt dels nombres reals s'escriu {\displaystyle \mathbb {R} }.
Observació : aquí, quan es fa tendir alguna cosa cap a un límit, és pels {\displaystyle \varepsilon >0\,} racionals, ja que no es disposa encara dels reals!

### Definició en tant que cos
El conjunts de les successions en {\displaystyle \mathbb {Q} } està proveït d'una estructura d'anell amb l'addició i la multiplicació heretades de l'estructura de cos de les successions. Si {\displaystyle (u_{n})} i {\displaystyle (v_{n})} són dues successions, llavors aquestes operacions es defineixen per: 
Aquestes operacions conserven el criteri de Cauchy, així la suma i el producte de dues successions de Cauchy aón també successions de Cauchy. Així, és possible proveir {\displaystyle {\mathcal {C}}} d'una estructura d'anell.
Aquestes operacions conserven la partició definida per la relació {\displaystyle {\mathcal {R}}}. Així siguin quins siguin els representants escollits de dues classes de {\displaystyle {\mathcal {R}}} la suma (la multiplicació) dels representants pertany a la mateixa classe de {\displaystyle {\mathcal {R}}}. Així és possible proveir {\displaystyle \mathbb {R} } d'una estructura d'anell. Es verifica llavors que la classe de (0) és l'element neutre i la classe de (1) la unitat. Es verifica que {\displaystyle \mathbb {R} } és a més un cos commutatiu.
Un se submergeix {\displaystyle \mathbb {Q} } en {\displaystyle \mathbb {R} } via les successions constants. S'escriurà {\displaystyle (a)} la classe que conté la successió constant igual a {\displaystyle a\in \mathbb {Q} }.
L'enfocament d'Euclides posa en evidència la primera contradicció entre la noció de nombre de l'època - les fraccions - i el paper que els és atribuït, la representació d'una grandària mesurable.
- Una longitud, el quadrat de la qual és igual a 2, existeix. Un raonament geomètric, ja vell en l'època d'Euclides, mostra que és possible construir un quadrat B de superfície doble de la d'un quadrat inicial A que s'escull de costat igual a 1. Si s'escriu {\displaystyle l} la longitud del costat del quadrat B, que és igual a la longitud de la diagonal del quadrat A, llavors es verifica la igualtat {\displaystyle l^{2}=2}.

- Una longitud, el quadrat de la qual és igual a 2, no existeix en forma de fracció. A partir d'alguns resultats en aritmètica, que ja eren coneguts en aquella època, per exemple el Lema d'Euclides, es demostra que cap nombre no pot ser l'arrel quadrada de 2. Aquí, nombre significa fracció positiva, ja que encara no era imaginable cap altra formalització de nombre.

Els Elements d'Euclides es fonamenten en una d'axiomàtica que sembla permetre demostrar alhora que una proposició és verdadera i falsa. Caldran més de dos mil·lennis perquè la humanitat pugui resoldre aquesta aparent contradicció, explicar per què els racionals no representen més que imperfectament la recta real i trobar com representar-la bé.
S'ha de notar que tres segles abans d'Euclides, en Pitàgores probablement coneixia la irracionalitat de certes arrels. Per contra, la primera formalització en un verdader corpus matemàtic construït ens ve d'Euclides.

### Relació d'ordre
Es defineix {\displaystyle \mathbb {R} _{+}} de la següent manera : {\displaystyle x\in \mathbb {R} _{+}\Leftrightarrow }
- {\displaystyle x=0}

o
- esxistis una successió de Cauchy racional {\displaystyle (a_{n})} i un racional positiu {\displaystyle r} tal que {\displaystyle (a_{n})} és un representant de {\displaystyle x} i {\displaystyle a_{n}>r} a partir d'un terme determinat

i {\displaystyle \mathbb {R} _{-}} de la següent manera : {\displaystyle x\in \mathbb {R} _{-}\Leftrightarrow }
- {\displaystyle x=0}

o
- existeix una successió de Cauchy racional {\displaystyle (a_{n})} i un racional negatiu {\displaystyle r} tal que {\displaystyle (a_{n})} és un representant de {\displaystyle x} i {\displaystyle a_{n}<r} a partir d'un terme determinat.

Llavors es defineix una relació d'ordre sobre {\displaystyle \mathbb {R} } posant 
{\displaystyle x\leq y\Leftrightarrow y-x\in \mathbb {R} _{+}}
Es demostra que {\displaystyle \mathbb {R} } dotat d'aquesta relació d'ordre és un cos totalment ordenat arquimedià i que aquesta relació d'ordre coincideix amb la relació d'ordre sobre {\displaystyle \mathbb {Q} }

### Distància i límit
Es defineix el valor absolut per 
{\displaystyle |x|=\sup(x;-x)\,}
S'observa llavors que si {\displaystyle (a_{n})} és un representant de {\displaystyle x} llavors {\displaystyle (|a_{n}|)} és un representant de {\displaystyle |x|}.
Llavors es pot proveir {\displaystyle \mathbb {R} } d'una distància 
d(x, y)= |x - y|
I definir-hi la convergència de la successió.
Es demostra que, si {\displaystyle x} té per representant la successió de Cauchy racional {\displaystyle (x_{n})}, llavors aquesta successió és també una successió de reals (({\displaystyle \mathbb {Q} } està submergit en {\displaystyle \mathbb {R} } per la correspondència següent : {\displaystyle r} té per representant la successió constant ({\displaystyle r})) i aquesta successió de reals té per límit {\displaystyle x}. Això permet per altra banda provar que {\displaystyle \mathbb {Q} } és dens en {\displaystyle \mathbb {R} } ja que tot real és límit d'una successió de racionals.
Es demostra també que, sobre aquest conjunt, el límit d'una suma és igual a la suma dels límits, el límit d'un producte al producte dels límits i que el límit d'una successió positiva és positiu o nul.

### Completesa i suprem
Se sap ja que, per construcció, totes les successions de Cauchy racionals convergeixen en {\displaystyle \mathbb {R} }. Però es demostra que també és el cas per a tota successió de Cauchy real.
Aquest mètode de construcció es generalitza a tot espai mètric E per obtenir un espai mètric complet E' tal que E sigui dens a E'.
Es demostra a més que {\displaystyle \mathbb {R} } verifica la propietat del suprem: tot subconjunt no buit fitat superiorment posseeix un suprem.